# Marguerite Buffet
Marguerite Buffet (* im 17. Jahrhundert; † 1689) war eine französische Grammatikerin, Romanistin und Frauenrechtlerin.

## Leben und Werk
Marguerite Buffet war in Paris Grammatiklehrerin für Frauen. Sie schaltete sich in die 1647 von Claude Favre de Vaugelas in seinen Remarques sur la langue françoise angestoßene Sprachgebrauchsdiskussion ein, vertrat aber im Unterschied zu ihrem Vorbild Marie de Gournay eine puristische Position.
In jüngster Zeit hat Marguerite Buffet im Rahmen der Frauenforschung zunehmend Beachtung gefunden. Sie betonte in einer Übersicht über berühmte weibliche Gelehrte die Forschungsleistung der Frauen und erklärte, dass Frauen mit Himmels- und Naturgaben reicher ausgestattet sind als Männer („un plus grand partage des dons du ciel et de la nature“, 1668, S. 230).

## Werke
- Nouvelles observations sur la langue françoise ou, il traitté des termes anciens & inusitez, & du bel usage des mots nouveaux avec les eloges des illustres sçavantes, tant anciennes que modernes, par damoiselle Margverite Bvffet, faisant profession d’enseigner aux dames l’art de bien parler & de bien écrire sur tous sujets, avec l’orthographe françoise par regles, Paris 1668, 2010